# ダルコ・ラゾヴィッチ
ダルコ・ラゾヴィッチ（セルビア語: Дарко Лазовић, 英語: Darko Lazović, 1990年9月15日 - ）は、ユーゴスラビア（現セルビア）・チャチャク出身のサッカー選手。エラス・ヴェローナFC所属。ポジションはMF（ウィング）。

## 経歴

### クラブ
セルビアのFKボラツ・チャチャクのユースチームでキャリアをスタートさせ、2007年にトップチームに昇格した。2008年3月2日、FKハイドゥク・クラ戦でプロデビューを果たした。2009年6月、レッドスター・ベオグラードへ移籍した。2015年夏にセリエAのジェノアCFCに加入。8月に行われたヘルタ・ベルリンとの親善試合でゴールを決め2-0での勝利に貢献した。

### 代表
セルビア代表として各年代でプレーし、2008年12月14日、ポーランド代表戦でA代表デビューを果たした。

## 所属クラブ
- FKボラツ・チャチャク 2007-2008
- レッドスター・ベオグラード 2009-2015
- ジェノアCFC 2015-2019
- エラス・ヴェローナFC 2019-

## 代表歴

### 出場大会
- セルビア代表
  - 2022 FIFAワールドカップ

### 試合数
- 国際Aマッチ 29試合 1得点（2008年-）[2]

| セルビア代表 | 国際Aマッチ | 国際Aマッチ |
| 年           | 出場        | 得点        |
| ------------ | ----------- | ----------- |
| 2008         | 1           | 0           |
| 2009         | 0           | 0           |
| 2010         | 0           | 0           |
| 2011         | 0           | 0           |
| 2012         | 3           | 0           |
| 2013         | 0           | 0           |
| 2014         | 1           | 0           |
| 2015         | 0           | 0           |
| 2016         | 0           | 0           |
| 2017         | 0           | 0           |
| 2018         | 0           | 0           |
| 2019         | 4           | 0           |
| 2020         | 6           | 0           |
| 2021         | 6           | 0           |
| 2022         | 6           | 0           |
| 2023         | 2           | 1           |
| 通算         | 29          | 1           |

## タイトル
レッドスター
- セルビア・スーペルリーガ (1) : 2013-14
- セルビア・カップ (2) : 2009-10, 2011-12